# Cymatonycha fasciata
Cymatonycha fasciata är en skalbaggsart som beskrevs av Chemsak och Noguera 1993. Cymatonycha fasciata ingår i släktet Cymatonycha och familjen långhorningar. Inga underarter finns listade i Catalogue of Life.